# 寺西勇
寺西 勇（てらにし いさむ、1946年1月30日 - ）は、富山県射水郡（現：射水市）出身で立浪部屋所属の元大相撲力士、元プロレスラー。本名：寺西 等（てらにし ひとし）。大相撲時代の四股名は寺西（てらにし）、最高位は三段目1枚目。

## 来歴
大相撲の立浪部屋に入門し、1963年5月場所に本名の寺西の四股名で初土俵を踏んだ。しかし伸び悩んでしまい、入門3年後の1966年5月場所をもって廃業した。大相撲廃業後は、1966年に同門の永源遙とともに豊登道春率いる東京プロレスに入ってプロレスラーに転向。同年10月21日、団体旗揚げ戦においてデビュー（相手は竹下民夫）。東京プロレス崩壊後はラッシャー木村らと共に国際プロレスに移籍する。
1973年10月6日、高岡市民体育館で行われた第5回IWAワールド・シリーズで国際プロレスのエースでIWA世界ヘビー級王者のストロング小林から逆さ押さえ込みでフォール勝ちしている。小林は予選落ちとなり、ラッシャー木村が優勝した。
1975年3月13日、茨城県境町体育館において稲妻二郎を破り、IWAミッドヘビー級（現在で言うジュニアヘビー級）王座を獲得し、3度防衛。防衛相手の中には、後のトップレスラー、リック・マーテルも含まれている。またその技術が評価され、1976年にはプロレス大賞・技能賞を受賞している。同年5月8日には、大宮スケートセンターにてジ・インフェルノと初の金網デスマッチを行っている。
しかし国際も1981年に崩壊し、ラッシャー木村・アニマル浜口とともに「国際軍団」を結成して新日本プロレスに殴り込みをかける。1983年・84年頃は浜口とともに長州力の維新軍に参加し、小林邦昭と共にジュニアヘビー級戦線で活躍する。1983年8月、維新軍在籍時に初代タイガーマスクの新日マット最後の対戦相手となる。その試合はタイガーマスクの保持するNWA世界ジュニアヘビー王座への挑戦でもあった。そのままジャパンプロレスにも合流する。1985年7月、浜口とアジアタッグ王座を獲得。
1987年にジャパンが崩壊した後は谷津嘉章らと共に全日本プロレスの一員となったが1992年、怪我により一旦引退。全日本スタッフの一員として裏方の仕事に従事するが、1シリーズのみで公の場から姿を消した。1994年、ジャパン時代の同僚である谷津嘉章が率いるSPWFで現役復帰、平成維震軍と昭和維新軍の対抗戦でも谷津とともに維新軍の一員として出場した。その後はプロレス界を離れて解体業関係の仕事をしていた。
2002年の新日本プロレス創立30周年記念大会（東京ドーム）では、アニマル浜口らと共に来賓として会場で観戦した。
現在の近況は不明。

## ファイトスタイル
大相撲出身者にありがちなパワー一辺倒ではなく、アクロバティックな素早い動きや連発のドロップキックを駆使するスタイルを貫き、マイティ井上らに影響を与えた。現在ジュニアヘビー級の選手がよくやる、ショルダースルーを食らっても足から着地して反撃するムーブを、日本人レスラーで最初に見せたのも寺西である。また、こういったスタイルを得意にする選手の多くはメキシコなどで修行を積んでいるものだが、寺西には海外修行の経験がない。
田中忠治の「身体が大きく見える」というアドバイスを取り入れ、国際プロレス時代から白いトランクス（ショートタイツ）を身につけ、リングシューズも白く白装束であった。
技術を買われ、新人選手や初参戦選手の査定試合に起用されることが多かった。1979年7月に初来日したダイナマイト・キッドの来日第一戦の相手を務めたほか、阿修羅・原のデビュー戦の相手も務めた。全日本参戦時も若手選手とのシングルマッチが多く組まれ、バックドロップをフィニッシュホールドに多用し前座の壁として立ちはだかり、若手の育成に貢献した。
なお、1980年1月にキッドの国際プロレスへの再来日が予定され、シリーズ第2戦で対戦する予定だったが、キッドが新日本プロレスへ移籍したため、国際プロレスにおける再戦は実現しなかった。
練習熱心であり、国際でビル・ロビンソンから仕込まれたためシュートの心得もあった。国際プロレスが新日本プロレスと対抗戦を始めた際の第一戦が寺西・アニマル浜口 vs. 長州力・木戸修戦であり、両団体とも何かあった時に対処できるシュートの強い選手を出してきている。

## エピソード
- 「和製（エドワード・）カーペンティア」の異名があったが、国際に参戦したころのカーペンティアはすでに全盛期を過ぎており、寺西自身はカーペンティアに強い印象を持っていない[12]。
- 国際プロレス最後のシリーズのポスターには「寺西修」と誤記されている[13]。
- 「勇」はリングネームだが、自らの実子には勇と名付けている[8]。
- プロレス好きであるシンガーソングライターの石川優子は「好きなプロレスラーは誰ですか？」の質問に迷わず「寺西勇さんですね」と答えていた。

## 得意技
- ドロップキック
- バックドロップ
- ストマックブロック - 相手をうつ伏せの状態で自分の膝に落とし、相手の腹を打ち付ける
- ジャーマン・スープレックス
- ワンハンド・バックブリーカー

## タイトル歴
国際プロレス
- IWA世界ミッドヘビー級王座

全日本プロレス
- アジアタッグ王座：2回（パートナーはアニマル浜口、保永昇男）

プロレス大賞
- 1976年度プロレス大賞 技能賞

## 入場テーマ曲
- 方世平のうらぎり / スネーク・アンド・クレイン・ファイティング (新日本プロレス時代)
- 少林寺 / キース・モリソン (新日本プロレス時代)
- Another Man / One 2 Many (ALIEN WATER KISS / STEVE VAI との2曲編集) (全日本プロレス時代)
- BORG GET ON! / 飛澤宏元 (SPWF時代)